# Willem Elias
Willem Elias (Aalst, 9 december 1950) is een Vlaams filosoof, docent en publicist.

## Biografie
Elias studeerde Klassieke Talen, Moraalwetenschappen, Vrijetijdsstudies en Wetenschapsontwikkeling aan de Vrije Universiteit Brussel (VUB) en Museologie en Andragologie aan de Universiteit Leiden. Hij promoveerde in 1989 aan de VUB tot doctor in de wijsbegeerte met een onderzoek naar de relatie tussen opvoeding en hedendaagse kunst. Tot aan zijn emeritaat in 2016 doceerde hij Agogische Wetenschappen aan de Vrije Universiteit Brussel en verrichtte hij onderzoek in deze domeinen. Hij was tevens voorzitter van de vakgroep Agogische Wetenschappen, voorzitter van Kwasimodo en voorzitter van Kunstwerk(t). Daarnaast was hij lid van adviescomités van de Vlaamse overheid. Hij is een kunstcriticus en voorzitter van het Hoger Instituut voor Schone Kunsten (HISK), In 2003 werd hij lid van de Koninklijke Vlaamse Academie van België voor Wetenschappen en Kunsten in de Klasse van de Kunsten, in december 2013 werd hij verkozen als voorzitter van deze Academie voor de periode 2015-2016.
Van 2010 tot 2015 was hij eveneens decaan van de faculteit Psychologie en Educatiewetenschappen aan de Vrije Universiteit Brussel. Hij nam op 17 april 2015 ontslag uit deze functie omdat hij na controversiële uitspraken "niet langer de onbesprokenheid heeft om de functie van decaan te vervullen." Naar aanleiding van hetzelfde incident nam hij ook ontslag als voorzitter van de Koninklijke Vlaamse Academie van België voor Wetenschappen en Kunsten.